# 포르노 배우
포르노 배우(영어: Porno Actor)는 포르노 영화에 출연하는 배우를 말한다. 성인용 비디오에 출연하는 배우인 AV 배우와는 구분된다.

## 같이 보기
- 포르노그래피
- 포르노 영화